# カリフォルニア州出身の人物一覧
この一覧はカリフォルニア州出身の著名人についての記事を姓の50音順に配列したものである。
| 目次 | 目次 | 目次 | 目次 | 目次 | 目次 | 目次 | 目次 | 目次 | 目次 | 目次 |
| ---- | ---- | ---- | ---- | ---- | ---- | ---- | ---- | ---- | ---- | ---- |
| わ   | ら   | や   | ま   | は   |      | な   | た   | さ   | か   | あ   |
|      | り   |      | み   | ひ   |      | に   | ち   | し   | き   | い   |
| を   | る   | ゆ   | む   | ふ   |      | ぬ   | つ   | す   | く   | う   |
|      | れ   |      | め   | へ   |      | ね   | て   | せ   | け   | え   |
| ん   | ろ   | よ   | も   | ほ   |      | の   | と   | そ   | こ   | お   |

## あ行

### あ
- アレクシス・アークエット - 俳優
- クリス・アーノルド - 野球選手
- ティム・アームストロング - ミュージシャン
- AI - 歌手
- キャシー・アイアランド - 女優
- キャサリン・アサロ - 作家
- ショーン・アスティン - 俳優
- アンセル・アダムス - 写真家
- クリスティナ・アップルゲイト - 女優
- シリ・アップルビー - 女優
- ジェニファー・アニストン - 女優
- ロドニー・アノアイ - プロレスラー
- ベン・アフレック - 俳優
- グレッグ・アラキ - 映画監督
- ギルバート・アリナス - バスケットボール選手
- ジェシカ・アルバ - 女優
- スティーヴ・アルビニ - ミュージシャン
- ハーブ・アルパート - ミュージシャン
- ジェラルド・アルブライト - サックス奏者
- モニク・アレクサンダー - ポルノ女優
- キム・アレン - 野球選手
- ジョシュ・アレン - アメリカンフットボール選手 (QB)
- ラッセル・アレン - ミュージシャン
- レイ・アレン - バスケットボール選手
- ジュリア・アン - ポルノ女優
- ポール・アンダースン - 作家
- ジャック・アンダーソン - コラムニスト
- スーザン・アントン - 女優
- アンドリューW.K. - ミュージシャン

### い
- 石坂信也 - 実業家
- クリント・イーストウッド - 映画監督・俳優
- ハーベイ・イタノ -生化学者
- 稲葉健 - タレント
- ロバート・イングランド - 俳優

### う
- テリー・ウィットフィールド - 野球選手
- ウィル・ウィトン - 俳優
- テッド・ウィリアムズ - 野球選手 (アメリカ野球殿堂表彰者)
- ドントレル・ウィリス - 野球選手
- クレイグ・ウィルソン - 野球選手
- リタ・ウィルソン - 女優
- ランディ・ウィン - 野球選手
- トム・ウェイツ - シンガーソングライター
- デビッド・ウェルズ - 野球選手
- ポール・ウォーカー - 俳優
- アール・ウォーレン - 政治家
- ウォーレンG - 音楽プロデューサー
- ダン・ウォーレン - 声優・俳優
- ボブ・ウォルコット - 野球選手
- ジェームズ・トーマス・パトリック・ウォルシュ - 俳優
- ビル・ウォルトン - バスケットボール選手
- ルーク・ウォルトン - バスケットボール選手
- B・D・ウォン - 俳優
- タイガー・ウッズ - プロゴルファー
- デビッド・ウッダード - 指揮者
- クリス・ウッドウォード - 野球選手
- ランディ・ウルフ - 野球選手
- ナタリー・ウッド - 女優

### え
- トロイ・エイクマン - アメリカンフットボール選手
- ジュリアン・エデルマン - アメリカンフットボール選手
- レオナルド・エーデルマン - 情報工学博士
- デニス・エカーズリー - 野球選手 (アメリカ野球殿堂表彰者)
- ジョニー・エストラダ - 野球選手
- ジム・エドモンズ - 野球選手
- M.C.ハマー - ミュージシャン
- アンソニー・エドワーズ - 俳優
- ダレル・エバンス - 野球選手
- ドワイト・エバンス - 野球選手
- ザック・エフロン - 俳優
- ブレット・イーストン・エリス - 作家
- ヘナロ・エルナンデス - ボクサー
- ジェナ・エルフマン - 女優
- ジェイムズ・エルロイ - 作家
- イーサン・エンブリー - 俳優

### お
- トレーシー・オースチン - テニス選手
- ティナ・オーモン - 女優
- ダリン・オカダ - 映画監督
- ハーレイ・ジョエル・オスメント - 俳優
- ライアン・オニール - 俳優
- ヘザー・オルーク - 子役女優
- オルセン姉妹 - 女優、ファッションデザイナー
- エリザベス・オルセン - 女優
- ジェシー・オロスコ - 野球選手
- スティーブ・オンティベロス - 野球選手

## か行

### か
- ゲーリー・カー - コントラバス奏者
- 各務華梨 - 声優
- デビッド・カー - アメリカンフットボール選手
- デレック・カー - アメリカンフットボール選手、デビッドの弟
- カーク・カーコリアン - 実業家
- ゲイリー・カーター - 野球選手 (アメリカ野球殿堂表彰者)
- ダリーン・カーティス - ヌードモデル
- 加藤豪将 - 野球選手
- 加藤ジェームズ - 国際関係研究者
- マイク・カープ - 野球選手
- ベリンダ・カーライル - 歌手
- ボブ・カーライル - 歌手
- ダニエル・カール - タレント
- ラリー・カールトン - ミュージシャン
- スコット・カーン - 俳優
- ロージー・カザルス - テニス選手
- ラクエル・カストロ - 女優
- リック・ガトームソン - 野球選手
- ノマー・ガルシアパーラ - 野球選手
- ロバート・カルプ - 俳優
- ジャニス・カワエ - 声優
- リチャード・カンシーノ - 声優・俳優
- ボブ・ガントン - 俳優

### き
- 北川悠理 - 乃木坂46の元メンバー
- マット・キーオ - 野球選手
- マーティ・キーオ - 野球選手
- アンドリュー・キーガン - 俳優
- ダイアン・キートン - 女優
- マーティ・キーナート - スポーツライター
- ビリー・ジーン・キング - テニス選手
- ブライアン・ギブンス - 野球選手
- ゲーブ・キャプラー - 野球選手
- デビッド・キャラダイン - 俳優
- ヴァル・キルマー - 俳優
- コルビー・キャレイ - シンガーソングライター
- ジェイク・ギレンホール - 俳優
- レジーナ・キング - 女優
- リッチー・ギンサー - レーサー
- ジャニー喜多川 - ジャニーズ事務所創業者
- メリー喜多川 - ジャニーズ事務所名誉会長

### く
- カミーユ・グアティ - 女優
- トニー・グウィン - 野球選手 (アメリカ野球殿堂表彰者)
- ジム・クォルス - 野球選手
- ケビン・クーズマノフ - 野球選手
- ライ・クーダー - ミュージシャン
- ジャッキー・クーパー - 映画監督
- ドリュー・グッデン - バスケットボール選手
- リサ・クドロー - 女優
- ケニー・クラーク - アメリカンフットボール選手
- ダン・グラッデン - 野球選手
- ブライアン・クランストン - 俳優
- ポーラ・クリーマー - プロゴルファー
- マイク・グリーンウェル - 野球選手
- ロドニー・グリーンブラット - イラストレーター
- グロリア・グレアム - 女優
- ジェイ・グレイドン - ミュージシャン・音楽プロデューサー
- スティーブ・クレイマー - 声優・俳優
- ライアン・クレスコ - 野球選手
- キャメロン・クロウ - 映画監督
- ダニー・グローヴァー - 俳優
- ジョー・クローニン - 野球選手・監督 (アメリカ野球殿堂表彰者)
- ジョシュ・グローバン - 歌手
- ボビー・クロスビー - 野球選手
- アルバート・スコット・クロスフィールド - 軍人
- ジェームズ・クロムウェル - 俳優
- ミシェル・クワン - フィギュアスケート選手

### け
- ニコラス・ケイジ - 俳優
- ジョージ・ケリー - 野球選手 (アメリカ野球殿堂表彰者)
- ルーシー・ケント - ラジオパーソナリティ

### こ
- スティーヴン・コヴァセヴィチ - ピアニスト
- サーシャ・コーエン - フィギュアスケート選手
- レイ・コージ - 野球選手
- デイヴ・コーズ - サックス奏者
- ジョー・ゴードン - 野球選手 (アメリカ野球殿堂表彰者)
- ジェフ・ゴードン - レーサー
- カイル・コーバー - バスケットボール選手
- スコット・ゴーハム - ミュージシャン
- ジャレッド・ゴフ - アメリカンフットボール選手
- ジェームス・J・コーベット - プロボクサー
- ホリー・マリー・コームズ - 女優
- ダネル・コールズ - 野球選手
- トニー・ゴールドウィン - 俳優
- ジェリー・ゴールドスミス - 作曲家
- アダム・ゴールドバーグ - 俳優
- ケビン・コスナー[1] - 俳優
- ラジャ・ゴズネル - 映画監督
- スティーブ・コックス - 野球選手
- モーリーン・コノリー - テニス選手
- レフティ・ゴメス - 野球選手 (アメリカ野球殿堂表彰者)
- ジェイソン・コリンズ - バスケットボール選手
- ジャロン・コリンズ - バスケットボール選手
- フェルナンド・J・コルバト - 情報工学者
- ダン・ゴンザレス - 野球選手
- ブルックス・コンラッド - 野球選手

## さ行

### さ
- CC・サバシア - 野球選手
- ポール・サフォー - 弁護士
- クリー・サマー - 声優
- ザ・ロック - プロレスラー・俳優
- ウィリアム・サローヤン - 作家
- ロニー・サンダース - ポルノ女優

### し
- ジェイソン・ジアンビ - 野球選手
- トム・シーバー - 野球選手 (アメリカ野球殿堂表彰者)
- マイク・ジェイコブス - 野球選手
- ジェイソン・キッド - バスケットボール選手
- リチャード・ジェファーソン - バスケットボール選手
- ジョン・シピン - 野球選手
- ジェームス・ジムタイル - 野球選手
- ブライアン・ジャイルズ - 野球選手
- マーカス・ジャイルズ - 野球選手
- カール・シャウプ - 経済学者
- ポール・ジャクソン - ミュージシャン
- ポール・ジャクソン・ジュニア - ミュージシャン
- シャーリイ・ジャクスン - 作家
- クリストファー・ジャッジ - 俳優
- DJシャドウ - ミュージシャン
- フランク・シャムロック - 格闘家
- ユージン・シューメーカー - 地質学者、天文学者
- エリック・シュールストロム - 野球選手
- ロブ・シュナイダー - コメディアン
- リーヴ・シュレイバー - 俳優
- ジェイソン・シュワルツマン - 俳優
- モンタナ・ジョー - ギャングスター
- ハワード・ジョージ - 理論物理学者
- ジャック・ジョーンズ - 野球選手
- スパイク・ジョーンズ - ミュージシャン・コメディアン
- マリオン・ジョーンズ - 陸上選手
- ジル・セント・ジョン - 女優
- スキャットマン・ジョン - ミュージシャン
- グレッグ・ジョンストン - 野球選手
- ビル・ジョンストン - テニス選手
- クリス・ジョンソン - 野球選手
- ケビン・ジョンソン - バスケットボール選手
- ジミー・ジョンソン - レーサー
- ドウェイン・ジョンソン→ザ・ロック
- ハイラム・ジョンソン - 政治家
- ランディ・ジョンソン - 野球選手
- アンジェリーナ・ジョリー - 女優
- アリシア・シルヴァーストーン - 女優
- O・J・シンプソン - アメリカンフットボール選手
- 下川正將 - ガバディ選手

### す
- ジョディ・スウィーティン - 女優
- マイク・スコット - 野球選手
- ジョン・スタインベック - 作家
- クリステン・スチュワート - 女優[2]
- クレイグ・スタドラー - プロゴルファー
- グロリア・スチュアート - 女優
- ジョージ・スティーヴンス - 映画監督
- セレナ・スティール - ポルノ女優
- ステファニー - 歌手
- グウェン・ステファニー - ミュージシャン
- ディーン・ストックウェル - 俳優
- デヴィッド・ストラザーン - 俳優
- エリック・ストルツ - 俳優
- スティーブ・ストローター - 野球選手
- ウディ・ストロード - 俳優
- デューク・スナイダー - 野球選手 (アメリカ野球殿堂表彰者)
- スコット・スピード - レーサー
- クラーク・アシュトン・スミス - 作家
- スタン・スミス - テニス選手
- トミー・スミス - 陸上選手
- マーク・スミス - 野球選手
- ジョエル・ズマヤ - 野球選手

### せ
- ヨーコ・ゼッターランド - タレント
- クリス・セドン - 野球選手
- セロ - マジシャン

### そ
- 聡太郎 - 俳優
- マイケル・ソリッチ - 声優・音響監督

## た行

### た
- サム・ダーノルド、アメリカンフットボール選手
- クリスティー・ターリントン - ファッションモデル
- ローラ・ダーン - 女優
- ジョン・ダイクストラ - SFXスーパーバイザー
- ブライアン・ダウニング - 野球選手
- ショーン・ダグラス - 野球選手
- ジョージ・タケイ - 俳優
- ジョージ・タケイ - 俳優
- 竹田ダニエル - ライター
- 田中ロウマ - 歌手
- リンゼイ・ダベンポート - テニス選手
- エイミ・タン - 作家
- ロックモンド・ダンバー - 俳優
- アンバー・タンブリン - 女優

### ち
- リチャード・チェンバレン - 俳優
- エミリー・デシャネル - 女優
- クリス・チャイルズ - バスケットボール選手
- ジェラルディン・チャップリン - 女優
- フランク・チャンス - 野球選手 (アメリカ野球殿堂表彰者)
- ビル・チャンプリン - ミュージシャン
- マーガレット・チョー - 女優
- ジョシュ・チルドレス - バスケットボール選手
- ロブ・ディアー - 野球選手

### つ
- 堤礼実 - アナウンサー

### て
- キャメロン・ディアス - 女優
- ブライアン・ティーチャー - テニス選手
- デスティニー・デイヴィス - ヌードモデル
- レオナルド・ディカプリオ - 俳優
- ティファニー - 歌手
- ローレンス・ティベット - 歌手
- ジョー・ディマジオ - 野球選手 (アメリカ野球殿堂表彰者)
- ラシンダ・ディーマス - 陸上競技選手
- ジェニファー・ティリー - 女優
- ジョー・ディロン - 野球選手
- バロン・デイビス - バスケットボール選手
- エリック・デービス - 野球選手
- テレル・デービス - アメリカンフットボール選手
- リチャード・デービス - 野球選手
- ジョン・デーリー - プロゴルファー
- ズーイー・デシャネル - 女優
- レベッカ・デモーネイ - 女優
- クレア・デュヴァル - 女優
- ロバート・デュヴァル - 俳優
- ジョージ・デューク - ミュージシャン
- ボー・デレク - 女優
- テーラー・デント - テニス選手
- シャーリー・テンプル - 女優

### と
- 堂本暁子 - 政治家
- ボビー・ドーア - 野球選手 (アメリカ野球殿堂表彰者)
- マイケル・ティルソン・トーマス - 指揮者・ピアニスト・作曲家
- ジミー・ドーリットル - 軍人
- スヌープ・ドッグ - ミュージシャン
- ビル・トッテン - 経済評論家
- ゲーリー・トマソン - 野球選手
- ドン・ドライスデール - 野球選手 (アメリカ野球殿堂表彰者)
- ドクター・ドレー - 音楽プロデューサー
- デイヴィッド・デル・トレディチ - 作曲家
- ダニー・トレホ - 俳優
- ランドン・ドノバン - サッカー選手
- アラン・トランメル - 野球選手 (アメリカ野球殿堂表彰者)
- トレ・クール -ミュージシャン（生まれは西ドイツ）

## な行

### な
- ジェイソン・ナーヴィー - 俳優

### に
- リチャード・ニクソン - 第37代アメリカ合衆国大統領
- アラン・ニューマン - 野球選手

### ぬ
- ラーズ・ヌートバー - 野球選手

### ね
- ラリー・ネクテル - ミュージシャン
- グレイグ・ネトルズ - 野球選手

### の
- クリス・ノヴォセリック - ミュージシャン

## は行

### は
- ダグ・ハーヴェイ - MLB審判員（アメリカ野球殿堂表彰者）
- キャロル・パークス - ミュージシャン
- ディーン・パークス - ミュージシャン
- タイラー・バン・バークレオ - 野球選手
- キャンディス・バーゲン - 女優
- エミール・ハーシュ - 俳優
- ダドリー・ハーシュバック - 化学者
- ルーカス・ハース - 俳優
- ウィリアム・ランドルフ・ハースト - 新聞発行者
- ソーラ・バーチ - 女優
- マーシャ・ゲイ・ハーデン - 女優
- メローラ・ハート - 声優
- リーランド・ハートウェル - 生物学者
- ジェイソン・ハートキー - 野球選手
- ジョシュ・ハートネット - 俳優
- ティム・バートン - 映画監督
- ボブ・パーペンブルック - 声優・俳優
- カーソン・パーマー - アメリカンフットボール選手
- マーク・ハーモン - 俳優
- ハリー・ハイルマン - 野球選手（アメリカ野球殿堂表彰者）
- フローラ・ハイマン - バレーボール選手
- エルスワース・バインズ - テニス選手
- アロンゾ・パウエル - 野球選手
- ジェルミー・パウエル - 野球選手
- ヘンリー・ハサウェイ - 映画監督
- ノア・ハザウェイ - 俳優
- ビル・バックナー - 野球選手
- テイラー・ハックフォード - 映画監督
- ジーン・ハックマン - 俳優
- ジェフ・バックリィ - 歌手
- ドン・バッジ - テニス選手
- テリー・ハッチャー - 女優
- ティモシー・ハットン - 映画監督
- ジョージ・パットン - 軍人
- ケイト・ハドソン - 女優
- 鳩山紀一郎 - 政治家
- ブレット・バトラー - 野球選手
- マーク・ハミル - 俳優
- アーロン・ハラング - 野球選手
- バッキー・ハリス - 野球選手
- フェアルザ・バルク - 女優
- ハリー・ロビンス・ハルデマン - ウォーターゲート事件の重要参考人
- グウィネス・パルトロー - 女優
- エリック・バルフォー - 俳優
- エリック・バレント - 野球選手
- テリー・ハンキンス - 野球選手
- コリン・ハンクス - 俳優
- タイラ・バンクス - ファッションモデル
- トム・ハンクス - 俳優
- ライアン・ハンコック - 野球選手
- グレッグ・ハンセル - 野球選手
- デイヴ・ハンセン - 野球選手
- ヘレン・ハント - 女優
- ダニエル・ハンドラー - 作家
- トレバー・バウアー - 野球選手

### ひ
- ポール・ピアース - バスケットボール選手
- ジェイク・ビジー - 俳優
- アンジェリカ・ヒューストン - 女優
- 平野ジェニファー - ゴルファー
- ウォルター・ヒル - 映画監督
- ビリー・ジョー・アームストロング - ミュージシャン

### ふ
- エドワード・ファーロング - 俳優
- アンドリュー・ファイアー - 生物学者
- ミシェル・ファイファー - 女優
- ダン・ファウツ - アメリカンフットボール選手
- ソロファ・ファトゥ - プロレスラー
- ミア・ファロー - 女優
- レイモンド・E・フィースト - 作家
- キャリー・フィッシャー - 女優
- セシル・フィルダー - 野球選手
- プリンス・フィルダー - 野球選手
- コリー・フェルドマン - 俳優
- ウィル・フェレル - 俳優、コメディアン
- レオ・フェンダー - 弦楽器製作者、現フェンダー社創業者
- ブライアン・フエンテス - 野球選手
- ブリジット・フォンダ - 女優
- ハリー・フーパー - 野球選手 (アメリカ野球殿堂表彰者)
- マーク・プライアー - 野球選手
- エディ・フライアーソン - 声優・俳優
- ボブ・ブライアン - テニス選手
- マイク・ブライアン - テニス選手
- レオン・フライシャー - ピアニスト・指揮者
- マーク・ブラウンスタイン - 野球選手
- フレデリック・サムナー・ブラケット - 物理学者
- ジャック・ブラック - 俳優
- ベンジャミン・ブラット - 俳優
- ジェイソン・デビッド・フランク - 俳優
- ジム・プランケット - アメリカンフットボール選手
- ジェームズ・フランコ - 俳優
- マット・フランコ - 野球選手
- ディロン・フランシス - DJ・音楽プロデューサー
- ジョー・ヴァン・フリート - 女優
- ジェフ・ブリッジス - 俳優
- デイヴィッド・ブリン - 作家
- デイヴ・ブルーベック - ピアニスト
- スティーヴン・ブルーム - 声優
- トム・ブレイディ - アメリカンフットボール選手
- ジェイムズ・P・ブレイロック - 作家
- ヴィクター・フレミング - 映画監督
- ロバート・フロスト - 詩人
- ジェームズ・ブローリン - 俳優

### へ
- グレッグ・ベア - 作家
- マイケル・ベイ - 映画監督
- サミー・ヘイガー - ミュージシャン
- ダスティ・ベイカー - 野球選手
- デニス・ヘイスバート - 俳優
- ゲイリー・ペイトン - バスケットボール選手
- チック・ヘイフィー - 野球選手 (アメリカ野球殿堂表彰者)
- トッド・ヘインズ - 映画監督
- サム・ペキンパー - 映画監督
- ハビエル・ベセラ - 政治家、弁護士[3]
- ベック - 歌手
- グレゴリー・ペック - 俳優
- イーディス・ヘッド - 映画衣裳デザイナー
- ジェイムズ・ヘットフィールド - ミュージシャン
- ジョーン・ヘニガン - プロレスラー
- デイヴィッド・ベノワ - ピアニスト
- デーヴィッド・ベラスコ - 作家
- ステイシー・ペラルタ - スケートボーダー・映画監督
- スティーヴ・ペリー - ミュージシャン
- クリス・ペン - 俳優
- ピアカイ・ヘンケル - サッカー選手
- ダン・ヘンダーソン - 格闘家

### ほ
- ブルース・ボウエン - バスケットボール選手
- ピーター・ホー - 俳優
- トニー・ホーク - スケートボード選手
- ジェームズ・ホーナー - 作曲家
- リチャード・ホーヴィッツ - 声優・俳優
- ジェフ・ボール - 野球選手
- キース・ヴァン・ホーン - バスケットボール選手
- グレッグ・ボーン - 野球選手
- ケイト・ボスワース - 女優
- リサ・ボネット - 女優
- ジョン・ホプキンス - レーサー
- ダスティン・ホフマン - 俳優
- トレバー・ホフマン - 野球選手
- スコット・ボラス - スポーツ界における代理人
- ケヴィン・ポラック - 俳優
- トロイ・ポラマル - アメリカンフットボール選手
- デーモン・ホリンズ - 野球選手
- ジョシュ・ホロウェイ - 俳優
- ジャリール・ホワイト - 声優・俳優・脚本家
- ショーン・ホワイト - スケートボード選手
- デリック・ホワイト - 野球選手
- マイク・ホワイト - 俳優
- バリー・ボンズ - 野球選手
- ボビー・ボンズ - 野球選手
- マイク・ホンダ - 政治家
- ジュリア・ボンド - ポルノ女優
- マイク・ポンペオ - 政治家

## ま行

### ま
- モナ・マーシャル - 声優
- ケビン・マース - 野球選手
- ビリー・マーチン - 野球選手・監督
- チャールズ・マーティネー - 俳優
- クリスタル・マイヤーズ - 歌手
- ケリー・マクギリス - 女優
- ジェレミー・マクグラス - モトクロスライダー
- ティム・マクドナルド - アメリカンフットボール選手
- ロス・マクドナルド - 作家
- ロリ・マクニール - テニス選手
- エドウィン・マクミラン - 化学者・物理学者
- マーク・マクレモア - 野球選手
- スコット・マクレーン - 野球選手
- トビー・マグワイア - 俳優
- マーク・マグワイア - 野球選手
- ジョン・マコーン - 政治家
- ティナ・マジョリーノ - 女優
- クリス・マスターズ - プロレスラー
- ジェネット・マッカーディ - 女優・歌手
- リンダ・マッカートニー - 写真家・料理研究家
- メアリー・マッキーニー - かつての長寿世界一
- シェーン・マック - 野球選手
- ロバート・L・マナハン - 録音技師・声優
- ジョジー・マラン - ファッションモデル
- ティーナ・マリー - ミュージシャン
- エディ・マレー - 野球選手 (アメリカ野球殿堂表彰者)
- トレーシー・マレー - バスケットボール選手
- ラモンド・マレー - バスケットボール選手
- アントニオ・マルガリート - ボクサー
- ブレンダ・マルティネス - 陸上競技選手
- マーク・マンシーナ - 作曲家

### み
- フィル・ミケルソン - プロゴルファー
- レイ・ミステリオ・ジュニア - プロレスラー
- ケビン・ミッチェル - 野球選手
- ノーマン・ミネタ - 政治家
- ライザ・ミネリ - 女優
- トニー・ミューサー - 野球選手
- デニス・ミューレン - 視覚効果スーパーバイザー
- ジャスティン・ミラー - 野球選手
- ジャスティン・ミラー - 野球選手
- スタンリー・ミラー - 化学者
- レジー・ミラー - バスケットボール選手

### む
- ヘレン・ウィルス・ムーディ - テニス選手
- デイヴ・ムステイン - ミュージシャン
- 村瀬歩 - 声優

### め
- ダレル・メイ - 野球選手
- ケリガン・メイハン - 声優
- ルイス・メディーナ - 野球選手

### も
- マイク・モーガン - 野球選手
- シェーン・モズリー - ボクサー
- マシュー・モディーン - 俳優
- マイケル・モデスト - プロレスラー
- ノリユキ・パット・モリタ - 俳優
- エリザベス・モンゴメリー - 女優
- マリリン・モンロー - 女優

## や行

### や
- 八木早希 - アナウンサー
- クリスティー・ヤマグチ - フィギュアスケート選手
- ジミー・ヤン - プロレスラー
- レイモンド・ヤング - 野球選手
- アル・ヤンコビック - ミュージシャン

## ら行

### ら
- エリザベス・ライアン - テニス選手
- ジム・ライス - 野球選手 (アメリカ野球殿堂表彰者)
- コリー・ライドル - 野球選手
- マイク・ラインバック - 野球選手
- テリー・ライリー - 作曲家
- ジョン・ラセター - 映画監督
- トニー・ラゼリ - 野球選手 (アメリカ野球殿堂表彰者)
- ケリー・ラッセル - 女優
- クリスチャン・ラッセン - 画家
- コートニー・ラブ - ミュージシャン
- ジョーダン・ラブ - アメリカンフットボール選手
- ロバート・B・ラフリン - 理論物理学者
- レックス・ラング - 声優・歌手
- ジョー・ランフト - アニメーション脚本家

### り
- ウェンディー・リー - 声優・音響監督
- エイミー・リー - ミュージシャン
- ジャネット・リー - 女優
- デレク・リー - 野球選手
- パトリシア・ジャ・リー - 女優・声優
- ブランドン・リー - 俳優
- レオン・リー - 野球選手
- レロン・リー - 野球選手
- マイク・リーバソル - 野球選手
- ジェフリー・リーファー - 野球選手
- ボビー・リッグス - テニス選手
- ブラッド・リッジ - 野球選手
- ジョン・リッター - 俳優
- クリスティーナ・リッチ - 女優
- ルッジェーロ・リッチ - バイオリニスト
- チャック・リデル - 格闘家
- リー・リトナー - ミュージシャン
- モリー・リングウォルド - 女優
- ジョバンニ・リビシ - 俳優
- マーショーン・リンチ - アメリカンフットボール選手

### る
- ジュリエット・ルイス - 女優
- ジョージ・ルーカス - 映画監督
- スティーヴ・ルカサー - ミュージシャン
- スティーブン・ルエバノ - ボクシング世界チャンピオン
- レネ・ルッソ - 女優
- メアリー・ケイ・ルトーノー - 元女性教師で児童レイプ犯罪者
- マーヴィン・ルロイ - 映画監督

### れ
- アダム・レヴィーン - シンガーソングライター
- ウェイン・レイニー - ロードレーサー
- ステファニー・レイヒ - テニス選手
- アニマル・レスリー - 野球選手
- ロバート・レッドフォード - 俳優
- ジョシュア・レッドマン - ミュージシャン
- マイケル・レドモンド - プロ棋士
- グレッグ・レモン - 自転車選手・ツール・ド・フランス3度優勝
- ボブ・レモン - 野球選手 (アメリカ野球殿堂表彰者)

### ろ
- ジョン・ロヴィッツ - 俳優
- グレゴリー・ローガニス - 飛び込み選手
- アーロン・ロジャース - アメリカンフットボール選手
- ランディ・ローズ - ギタリスト
- ロバート・ローズ - 野球選手
- エディ・ローソン - ロードレーサー
- レベッカ・ローミン - 女優
- キャサリン・ロス - 女優
- サム・ロックウェル - 俳優
- エマ・ロバーツ - 女優
- デーブ・ロバーツ - 野球選手・監督
- デイヴィッド・ロバートソン - 指揮者
- ティム・ロビンス - 俳優
- エリザベス・ロフタス - 認知心理学者
- トニー・ロモ - アメリカンフットボール選手
- ジュリー・ロンドン - 女優・歌手
- アーニー・ロンバルディ - 野球選手 (アメリカ野球殿堂表彰者)

## わ行

### わ
- グレイグ・ワーシントン - 野球選手
- ノア・ワイリー - 俳優
- キャスパー・ワインバーガー - 政治家
- ナターシャ・グレグソン・ワグナー - 女優